# Xếp hạng đại học tại Hoa Kỳ
Các bảng xếp hạng đại học tại Hoa Kỳ đánh giá các trường đại học và viện đại học tốt nhất tại nước này dựa trên các yếu tố khác nhau. Việc xếp hạng thường được thực hiện bởi các tạp chí, báo, trang web, chính phủ hoặc các học giả độc lập. Ngoài việc xếp hạng tổng thể cả một trường đại học thì các chương trình học hoặc khoa riêng lẻ cũng được xếp hạng cụ thể. Một số bảng xếp hạng xem xét các thước đo về độ giàu có, thành tựu nghiên cứu, sự chọn lọc trong công tác tuyển sinh và thành công của cựu sinh viên. Tuy nhiên, hiện cũng có nhiều tranh cãi về phương pháp đánh giá, độ chính xác và tính hữu dụng của các bảng xếp hạng đại học này.

## Danh sách các bảng xếp hạng phổ biến
- BXH các viện đại học quốc gia tốt nhất (Best National University Rankings) bởi U.S. News & World Report[1]
- BXH các trường đại học tốt nhất tại Mỹ (Best Colleges in America) bởi Niche[2]
- BXH các trường đại học tốt nhất tại Hoa Kỳ (Best Colleges in the U.S.) bởi Wall Street Journal/Times Higher Education[3][4]
- BXH các trường đại học hàng đầu của Mỹ (America's Top Colleges) bởi Forbes[5]
- BXH các viện đại học quốc gia (National University Rankings) bởi Washington Monthly[6]
- BXH 50 trường đại học và viện đại học tốt nhất (50 Best Colleges and Universities) bởi Academic Influence[7]

## Các bảng xếp hạng khác
Ngoài các bảng xếp hạng tổng thể, một số bảng xếp hạng khác đánh giá riêng tác động về mặt xã hội của các trường đại học. Các bảng xếp hạng về Chỉ số Di động xã hội (SMI) bởi CollegeNet và PayScale cung cấp thước đo về mức độ dịch chuyển kinh tế cho sinh viên.
Dữ liệu College Scorecard được Bộ Giáo dục Hoa Kỳ công bố trực tuyến, cho phép người đọc tạo bảng xếp hạng tùy chỉnh theo địa điểm, tỷ lệ tốt nghiệp, chi phí và kết quả tài chính sau khi tốt nghiệp. Sử dụng dữ liệu này, các nhà nghiên cứu tại Đại học Georgetown đã tính toán lợi tức đầu tư dựa trên học phí và mức tăng thu nhập của cựu sinh viên. Vào năm 2015, The Economist đã công bố bảng xếp hạng nhấn mạnh sự khác biệt giữa thu nhập dự kiến và thu nhập thực tế của cựu sinh viên.
Hội đồng Hỗ trợ Giáo dục (Council for Aid to Education) công bố danh sách các trường đại học hàng đầu về gây quỹ hàng năm. Khả năng gây quỹ phản ánh quan điểm của cựu sinh viên và các nhà tài trợ bên ngoài về chất lượng của một trường đại học, cũng như khả năng của trường đại học đó trong việc đầu tư kinh phí cho các giảng viên và cơ sở vật chất. Bảng xếp hạng năm 2015 liệt kê Harvard và Stanford là hai trường gây quỹ nhiều nhất năm đó.
Một số tổ chức đã thử nghiệm xếp hạng mức độ mong muốn của sinh viên đối với các trường đại học Hoa Kỳ bằng cách phân tích bộ dữ liệu về quyết định chọn trường của sinh viên khi được nhận vào nhiều trường. Theo phương pháp này, các trường được chọn thường xuyên hơn, đặc biệt là so với các trường được chọn thường xuyên khác, sẽ được cộng nhiều điểm hơn trong hệ thống xếp hạng Elo để tạo ra thứ hạng. Nó cũng có thể được sử dụng để ước tính xác suất một học sinh được nhận vào hai trường khác nhau sẽ chọn trường này thay vì trường kia.
Các bảng xếp hạng và hướng dẫn chọn trường (college guides) khác bao gồm Fiske Guide to Colleges, Money và Business Insider. Tạp chí Princeton Review hàng năm cũng xuất bản danh sách 389 trường đại học tốt nhất theo các thể loại cụ thể.

## Chỉ trích
Hệ thống xếp hạng đại học của Mỹ đã vấp phải sự chỉ trích từ cả trong và ngoài nước. Một số chuyên gia giáo dục đại học, như Kevin Carey, đã lập luận rằng hệ thống xếp hạng đại học của US News & World Report chỉ đơn thuần là một danh sách các tiêu chí phản ánh những đặc điểm bề ngoài của các đại học ưu tú. Theo Carey, "Hệ thống xếp hạng của US News có nhiều thiếu sót. Thay vì tập trung vào các vấn đề cơ bản về việc các trường đào tạo sinh viên của họ tốt như thế nào và họ chuẩn bị cho sinh viên thành công như thế nào sau đại học, bảng xếp hạng này dựa hầu như hoàn toàn vào ba yếu tố: danh tiếng, sự giàu có và sự độc quyền." Ông cho rằng những đặc điểm quan trọng hơn là sinh viên học tốt như thế nào và khả năng sinh viên tốt nghiệp thành công là bao nhiêu.